# Черномуж
 Черномуж — деревня в Шарангском районе Нижегородской области. Административный центр Черномужского сельсовета .

## География
Расположена на расстоянии примерно 4 км на юго-запад от районного центра поселка Шаранга.

## История
Известна с 1748 года как деревня с населением 63 души мужского пола из черемис новокрещеных, в 1802 году 43 двора. В 1873 году здесь дворов 58 и жителей 539, в 1905 76 и 351, в 1926 89 и 384(мари 298), в 1950 69 и 222.

## Население
Постоянное население составляло 234 человека (мари 82%) в 2002 году, 193 в 2010.